# Baptistinafamilie

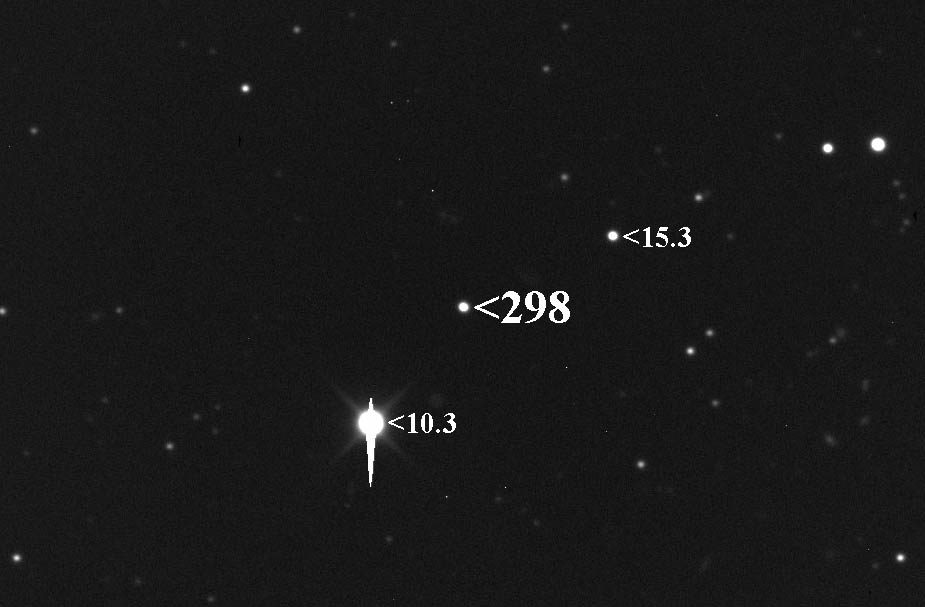
Planetoïde 298 Baptistina door een 61 mm telescoop

De Baptistinafamilie is een groep van planetoïden die naar alle waarschijnlijkheid ontstond nadat een grote planetoïde met een doorsnede van 170 km werd geraakt door een kleinere planetoïde of komeet. Deze botsing vond zo'n 100 tot 160 miljoen jaar geleden plaats en verbrijzelde de oorspronkelijke planetoïde in duizenden kleinere delen. De brokstukken vormen samen de Baptistinafamilie. De planetoïde 298 Baptistina is tegenwoordig de grootste van de overgebleven brokstukken. Overige brokstukken, waarvan sommige groter dan 298 Baptistina kunnen zijn geweest, botsten in de loop der tijden met andere objecten binnen het zonnestelsel.

## Inslagen op de Aarde en de Maan
Mogelijk was een inslag van een lid van de Baptistinafamilie verantwoordelijk voor het uitsterven van de dinosauriërs. Een inslag van een grote meteoriet werd lang tot de mogelijkheden gerekend, maar het is pas sinds de jaren 80 dat men deze hypothese als de belangrijkste verklaring is gaan zien. Luis en Walter Alvarez ontdekten in 1980 dat de zogenoemde K-T Grens, de sedimentlaag die de grens tussen het Krijt en het Tertiair vormt, abnormaal grote hoeveelheden iridium bevat. Iridium komt voor in planetoïden, wat de inslaghypothese leek te ondersteunen. Volgens berekeningen van vader en zoon Alvarez zou het inslaande meteoriet zo'n 10 km in doorsnede geweest zijn.
Tien jaar later werd de bijbehorende inslagkrater gevonden, nadat een oliebedrijf in de Golf van Mexico boringen uitvoerde op zoek naar aardolie. De krater bevindt zich voor de kust van Yucatan: de zogenaamde Chicxulubkrater. Die krater vormt bewijs dat 65 miljoen jaar terug een meteoriet van ongeveer 10 km grootte insloeg.

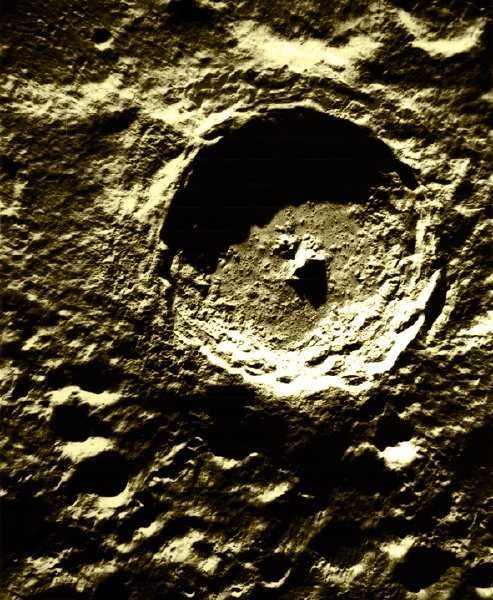
De inslagkrater Tycho op de Maan. Foto: NASA.

De Chicxulubkrater wordt in verband gebracht met de planetoïden van de Baptistinafamilie. Het tijdstip lijkt overeen te komen met de tijd waarin deze planetoïden zich in het binnenste gedeelte van het zonnestelsel bevonden. Meer aanwijzingen vond men in de jaren 70 dankzij Apollo 17. Tijdens deze bemande missie naar de Maan vonden de astronauten bewijzen van een reusachtige aardverschuiving die tot stand was gekomen door toedoen van een inslag op de Maan (de Tychokrater). Ongeveer 100 miljoen jaar geleden moet er een grote meteoriet op de Maan zijn ingeslagen. Deze inslag was zo groot dat er aan de andere kant van de Maan aardverschuivingen plaatsvonden. Door een gebrek aan tektonische activiteit en erosie op de Maan werden de sporen van de inslag op de Maan beter bewaard dan op Aarde. Er wordt aangenomen dat ook deze inslag toegeschreven kan worden aan een lid van de Baptistinafamilie. Indien deze meteoriet de Aarde had geraakt in plaats van de Maan, dan waren de dinosauriërs waarschijnlijk reeds miljoenen jaren eerder van het toneel verdwenen.
Tegenwoordig wordt echter meer en meer getwijfeld aan het feit of de beide meteorieten wel tot de Baptistinafamilie behoorden. 298 Baptistina heeft een afwijkende chemische samenstelling van de meteoriet van Chicxulub.